# Manuel Fenn

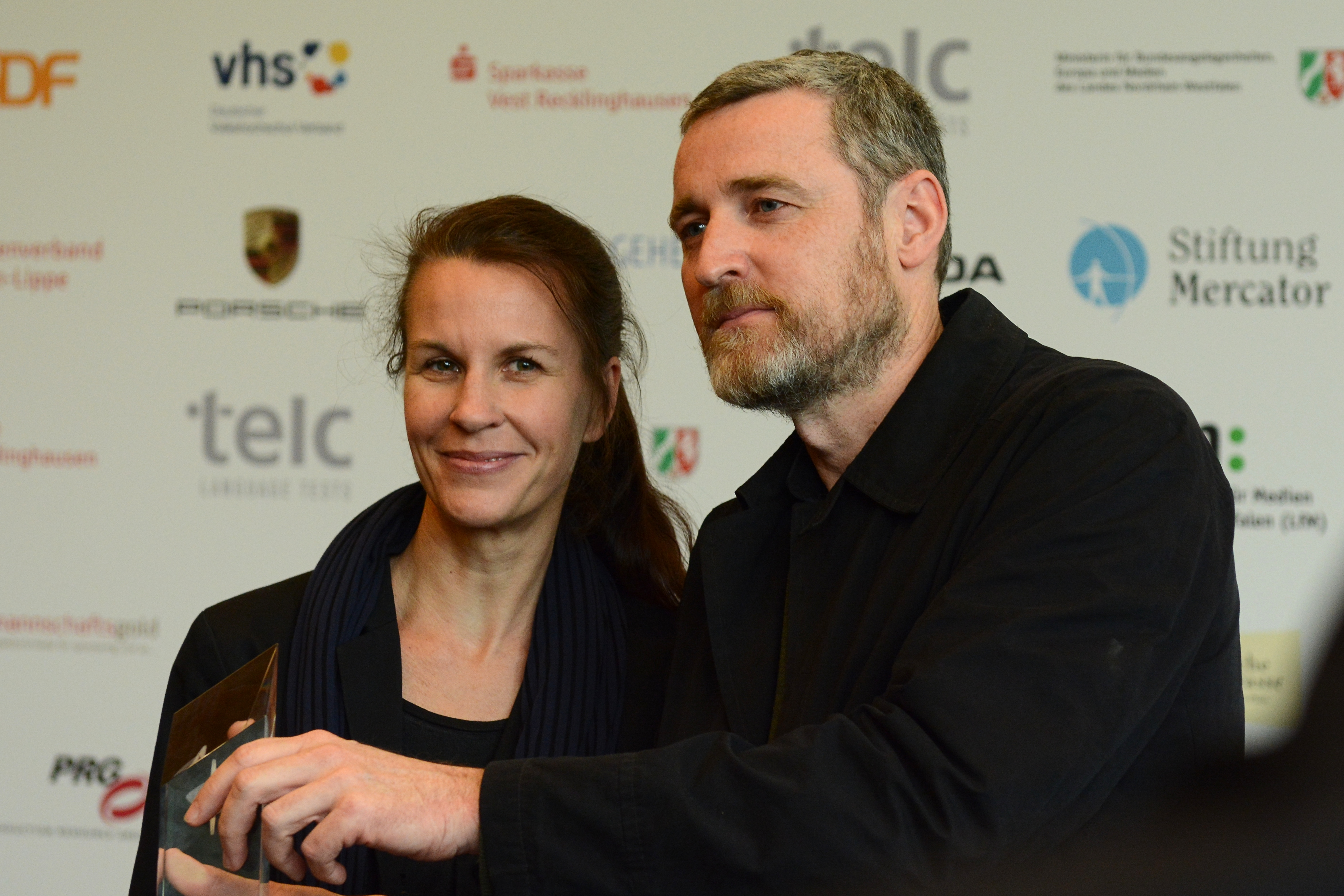
Antonia und Manuel Fenn bei der Verleihung des Grimme-Preises 2014

Manuel Fenn (* 1969 in Feuchtwangen) ist ein deutscher freier Regisseur und Kameramann.

## Leben
Fenn wuchs in München auf. Er studierte von 1993 bis 2000 an der Hochschule für Film und Fernsehen „Konrad Wolf“ in Potsdam. Seit 1996 arbeitet er als freier Regisseur und Kameramann. Von 2000 bis 2021 führte er gemeinsam mit Stefan Eberlein die Produktionsfirma „Filmbüro-Süd“.
Er erhielt den Journalistenpreis „Zukunft für Kinder“ (World Vision Deutschland) für Stark! Lisandro arbeitet2 bei KI.KA vom 18. September 2005.
Manuel Fenn ist mit der Filmeditorin Antonia Fenn (geborene Bergmiller) verheiratet. Das Paar hat zwei Kinder und lebt in Berlin.

## Filmographie

### Als Kameramann
- 1994: Freie Ferse
- 1996: Die Kandidaten
- 1997: Burning Man 2020
- 1998: Keine Schonzeit für Füchse
- 2009: Hippie, Lebenskünstler, Diplomat
- 2011: Wutbürger
- 2012: MusicTanzCarmen
- 2015: Parchim International
- 2017: Von Sängern und Mördern

### Als Regisseur und Kameramann
- 1999: Dabei sein ist alles
- 2001: Wohin und zurück
- 2003: So viel Anfang war nie
- 2004: Adrian will tanzen
- 2005: Linsandro will arbeiten
- 2005: Was heißt hier schon Familie
- 2007: Lili – Mein Traum von Olympia
- 2007: Willkommen in der Wirklichkeit
- 2008: Hannas Wette
- 2009: Lebensretter
- 2010: Adrians Traum
- 2011: Ismail - ich will bleiben
- 2012: Abschied für immer
- 2013: Der Sommerclub – Für immer Freundinnen
- 2014: Countdown Afghanistan
- 2015: Parchim International (Regie zusammen mit Stefan Eberlein)
- 2016: Generation Putin
- 2016: Die schwebenden Särge von Georgien
- 2017: Was ich kann will keiner wissen
- 2017: Eine neue Glocke für Monopoli
- 2018: Kushti - Indiens uralter Kampfsport
- 2019: Kaviar - Das schwarze Gold aus Italien
- 2021: Die Welt jenseits der Stille
- 2022: Das Gerichtsschiff vom Amazonas

### Als Produzent
- 2008: Mein Krieg im Frieden